# Jesse McCartney

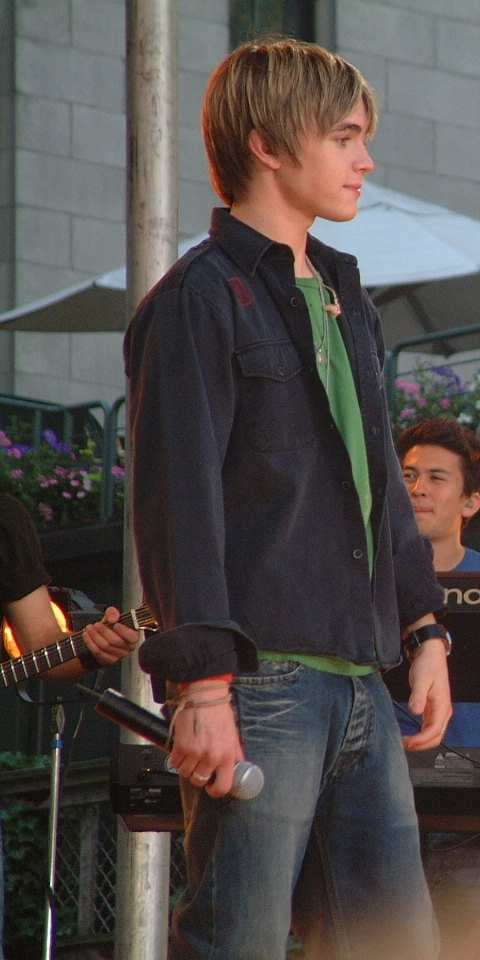
Jesse McCartney

Jesse Abraham Arthur McCartney (n. 9 aprilie 1987) este un cântăreț, compozitor și actor american. McCartney a devenit faimos la sfârșitul anilor 90, când a jucat în telenovela All My Children ca JR Chandler. Apoi s-a alăturat trupei de băieți Dream Street, iar mai târziu a urmat o carieră solo. A apărut în serialul tv Summerland și recent în serialul ABC Family, Greek.

## Carieră în actorie
El și-a început cariera în anul 2000, ca membru al formației Dream Street, ulteriora având un rol în serialul TV "Summerland", și recent în serialul GRΣΣK. Jesse McCartney s-a născut în Ardsley, New York, avându-i părinți pe Scott și Ginger McCartney. Jesse a început prin a cântă la diferite centre muzicale locale la vârsta de 7 ani, după care s-a mutat în Los Angeles la vârsta de 11 ani pentru a începe o carieră în muzică și actorie. Actorie Între anii 1998-2001 Jesse a jucat rolul Adam Chandler,Jr. la ABC, în telenovela “All My Children”, rol pentru care a fost nominalizat la Daytime Emmy. De asemenea a jucat în serialul “Summerland” timp de două sezoane, interpretând rolul Bradin Westerly. În 2005 a apărut la Disney Channel în “Zack și Cody, ce viață minunată”. În 2007 McCartney apare în show-ul de televiziune Hannah Montana fiind el însuși, este vocea lui Theodore din desenele animate „Alvin and the Chipmunks” și vocea lui Terrence din „Tinker Bell” în 2008. În 2008 Jesse joacă în filmul "Keith" alături de Elisabeth Harnois regizat de Todd A. Kessler. Acesta este filmul lui de debut, în care joacă rolul principal, Keith. Filmul a fost lansat în 19 septembrie 2008.

## Carieră solo
În 1999, Jesse cântă în formația de băieți Dream Street, fiind membru al acestui grup până în 2002. Această experiență a însemnat pentru el, pe mai departe, o bună rampă de lansare în carieră solo. La 17 ani, Jesse scoate primul lui album solo "Beautiful Soul” în 2004.